# Nixonov posjet Kini 1972.
Nixonov posjet Kini 1972. je prvi potez u formalnoj normalizaciji odnosa između SAD-a i Narodne Republike Kine. Ovo je ujedno i prvi put da je jedan predsjednik SAD-a posjetio NR Kinu, koju je SAD smatrao jednim od najvećih neprijatelja. Od 21. do 28. veljače američki predsjednik Richard Nixon, posjetio je kineske gradove Peking, Hangzhou i Shanghai.
U srpnju 1971., Nixonov Savjetnik za državnu sigurnost Henry Kissinger tajno je posjetio Peking, na putu za Pakistan, te dogovorio sve za posjet predsjednika Nixona. Skoro odmah nakon dolaska u Peking, Nixon je pozvan na sastanak s Mao Zedongom koji je gotovo umro 9 dana prije dolaska predsjednika Nixona (to Amerikanci tada nisu znali), no osjećao se dovoljno zdrav da se sastane s Nixonom. Državni tajnik William P. Rogers nije bio na sastanku, a jedini Amerikanac koji je prisustvovao susretu dvaju vođa bio je član Vijeća državne sigurnosti (kasnije američki veleposlanik u Kini) Winston Lord. Kako ne bi osramotio Rogersa, Lord je izbačen sa svih službenih fotografija sastanka.
Nixon je tijekom posjeta imao puno sastanaka s kineskim premijerom Zhou Enlaiem, a ti sastanci su uključivali i posjete Kineskom zidu, te gradovima Hangzhouu i Shangaiu. Po završetku posjeta, SAD i NR Kina su izdali Šanghajski Communiqué, dokument koji je iznio poglede dvaju zemalja o vanjskoj politici i postao baza za kinesko-američke odnose. U priopćenju obje nacije su obećale da će težiti ka potpunoj normalizaciji odnosa dvaju zemalja. SAD je također priznao da Kinezi s obje strane Tajvanskog prolaza podupiru ideju da postoji samo jedna Kina, te da je Tajvan dio Kine. Nixon i američka vlada potvrdili su želju da se tajvansko pitanje riješi na miran način, što je podržala i sama Kina. Ta izjava je SAD-u i Kini omogućila da privremeno stave sa strane "ključno pitanje koje ometa normalizaciju odnosa" oko političkog statusa Tajvana te da otvore trgovinu i ostale konakte. No, SAD je nastavio diplomatske odnose s Tajvanom sve do 1979. kada je raskinuo te odnose i uspostavio potpune diplomatske odnose s NR Kinom.

## Sastanak u medijima i kulturi
- Nixonov povijesni posjet pretvoren je u operu i u popularnu frazu.
- Max Frankel iz novina The New York Times dobio je Pulitzerovu nagradu za međunarodno izvještavanje zbog pokrića tog događaja.

## Daljne informacije
Margaret MacMillan, Nixon & Mao: The Week that Changed the World, Random House 2007. 
RN: The Memoirs of Richard Nixon, Grosset & Dunlap 1978.
William Burr, The Kissinger Transcripts, New Press 1999.
James Mann, About Face, Knopf 1999.
Patrick Tyler, A Great Wall, Public Affairs 1999.

## Vanjske poveznice
- Webcast: Nixon in China Council on Foreign Relations